# 魔女娘ViVian
『魔女娘ViVian』（まじょっこビビアン）は、高橋ゆたかによる日本の漫画作品。『週刊少年ジャンプ』（集英社）にて連載された。

## 登場キャラクター
ビビアン
14歳の魔女。巨乳。なんでも鑑定団好き。魔力は強力だか魔術が壊滅的に下手のため、作中で魔法が成功したことは数えるほどしかない。どじっ子だが友達を思う気持ちは強く、終盤ではアラウネを救うため膨大な魔力を体内に取り込み命を落としかけるが、一休達に救われた。
長老
3000歳の魔女。ビビアンをビビンバ呼ばわりする。
アラウネ
ビビアンの親友の14歳の魔女。貧乳。魔術のテクニックはラナンから天才的と言われるほどだが、魔力が弱すぎて結果が伴わない。後にある事件がきっかけで潜在的に秘められていた凄まじい魔力に目覚める。
あかり一休
14歳の日本人。ビビアンとアラウネの結婚相手に選ばれる。至って真面目な常識人で本作のつっこみ役。赤ん坊の頃に大惨寺に置き去りにされ、伝休に拾われるとともに拳法を叩き込まれる。
アンドロコフ サノバビッチ
45歳のロシア人。ビビアンとアラウネの結婚相手に選ばれるが、容姿が醜い上に、女性用の下着を頭に被っているとんでもない変態のため、二人は拒絶する。
あかり伝休
大惨寺の住職。一休の師匠兼育て親。スケベだが作中きっての戦闘力の持ち主。
拳闘吉
ボクシング部のエース。
空手蔵
空手部の主将。
丈飛鳥
ヤクザの御曹司。本名は鈴木一夫。
美雪

ラナン
ビビアンの祖母。外見は孫と大差ないくらい若々しいが、実はもの凄い厚化粧をして若作りしている。魔女としての実力は極めて高い。
日陰百合子
一休のクラスメイト。秀才だが病弱。
一兵衛

お鶴

魚川魚吉

山田はじめ
一休のクラスの担任。なにわのジェイソンと呼ばれる。
アニタ
ビビアンの同窓。冷酷な性格で、奴隷は使い捨ての道具程度としか思っていない。敗北後、他の魔女達と結託してアラウネを魔法で操り一休を殺そうとするが、アラウネの秘められていた魔力を暴走させてしまう。ビビアンに命を救われたことから心境の変化が生じ、「借りを返す」という名目でサマンサ達と共に魔力の放出を食い止める。
カール
アニタの奴隷。一休の一回戦の相手。命を落としかねない危険な魔法で肉体を強化され、一休に襲いかかるがあえなく敗北する。
サラ
ビビアンの友人で、魔女の学校ではアラウネと三人そろって落ちこぼれ仲間だった。通常の魔女と異なり、淑やかでおとなしい性格。
キモ
サラの奴隷。元々は別の魔女に雇われていたが、サラを気に入り彼女の奴隷になる(本人曰く、守ってやりたくなるような女がタイプとのこと)。過去の因縁から伝休の弟子である一休をライバル視する。
サマンサ
ビビアンの同窓。アニタ同様、危険な魔法を平然と使用し、奴隷の命を省みない冷酷な性格。
ダルマ
サマンサの奴隷。キモの一回戦の相手。魔法によって怪物の姿になり序盤から攻め立てるが、元に戻ったときの反動を考慮したキモの温情による作戦で、大きなダメージを負うことなくギブアップ負けする。

## 単行本
- 高橋ゆたか 『魔女娘ViVian』 集英社〈ジャンプコミックス〉、全4巻
  1. 1997年5月6日発行、ISBN 4-08-872321-X
  2. 1997年8月9日発行、ISBN 4-08-872322-8
  3. 1997年10月8日発行、ISBN 4-08-872323-6
  4. 1997年12月9日発行、ISBN 4-08-872324-4